# Розколота Корона
«Розколота Корона» (ісп. La corona partida) — іспанський історичний фільм 2016 року. Зрежисований Хорді Фрадесом. Поєднує між собою телесеріали «Ізабелла» та «Карлос, король-імператор».

## Сюжет
Події відбуваються на початку XVI століття й розгортаються після смерті королеви Ізабелли Кастильської (пом. 1504). Зображено виконання заповіту, виданого королевою. Хуана, дочка Ізабелли, розуміє, що опинилася всередині політичних ігор батька, короля Фернандо, та свого чоловіка Філіпа, сина імператора Священної Римської імперії Максиміліана Габсбурга. При королівському дворі зароджується змова проти Хуани з метою оголосити її божевільною та нездатною правити.

## Виробництво
«Розколота Корона» — дебют Хорді Фрадеса як режисера фільму. Сценарій був написаний Хосе Луїсом Мартіном. Музику для фільму написав аргентинський композитор Федеріко Хусід. Виробництвом займалися Diagonal TV та R. Zinman за участі RTVE та співпраці з Elipsis Capital. Знімання розпочалися в травні 2015 року та проводилися в замку Гуадамур, Бургоському та Толедському соборах, церкві Магдалини в Торрелагуні та палаці Рінкон у Мадриді. Оператором працював Раймон Лорда, а монтажем займався Карлос Санавія.
У кінотеатрах Іспанії реліз фільму відбувся 19 лютого 2016 року.

## У ролях
| Актор                  | Роль                               |
| ---------------------- | ---------------------------------- |
| Родольфо Санчо         | Фернандо Арагонський               |
| Ірен Есколар           | Хуана                              |
| Рауль Меріда           | Філіп Вродливий                    |
| Еусебіо Понсела        | Кардинал Сіснерос                  |
| Фернандо Гіллен Куерво | Гуть'єр Гомес де Фуенсаліда        |
| Хосе Коронадо          | Максиміліан I Габсбург             |
| Хакобо Дісента         | Хуан Мануель, сеньйор де Бельмонте |
| Урсула Корберо         | Маргарита Австрійська              |
| Рамон Мадаула          | Гонсало Чакон                      |
| Айноа Сантамарія       | Беатріс Фернандес де Бобаділья     |
| Хорді Діас             | Андрес Кабрера                     |
| Сільвія Алонсо         | Жермена де Фуа                     |

Джерело: